# Список заслуженных артистов Императорских театров
Список Заслуженных артистов Императорских театров (с июня 1917 года — «государственных»)
Ниже приведён список Заслуженных артистов Императорских театров по годам присвоения звания.

## 1895
25 ноября 1895 года
- Жулева, Екатерина Николаевна (1830—1905), актриса театра.

## 1896
- Варламов, Константин Александрович (1849—1915), драматический актёр.
- Давыдов, Владимир Николаевич (1849—1925), драматический актёр.
- Петипа, Мариус Иванович (1818—1910), балетмейстер.
- Савина, Мария Гавриловна (1854—1915), драматическая актриса.

## 1898
- Кшесинский, Феликс Иванович (1823—1905), танцовщик.

## 1899
- Иванов, Лев Иванович (1834—1901), балетмейстер.
- Корсов, Богомир Богомирович (1845—1920), оперный певец (баритон).
- Медведева, Надежда Михайловна (1832—1899), актриса театра.
- Направник, Эдуард Францевич (1839—1916), капельмейстер.
- Рябов, Степан Яковлевич (1831—1919), дирижёр.

## 1900
- Сазонов, Николай Фёдорович (1843—1903), актёр театра.
- Хохлов, Павел Акинфиевич (1854—1919), оперный певец, солист Большого и Мариинского театров.

## 1901
- Петипа, Мария Мариусовна (1857—1930), балерина.
- Стравинский, Фёдор Игнатьевич (1843—1902), оперный певец (бас).

## 1902
- Ермолова, Мария Николаевна (1853—1928), драматическая актриса.
- Никулина, Надежда Алексеевна (1845—1923), драматическая актриса.
- Федотова, Гликерия Николаевна (1846—1925), актриса театра.

## 1903
- Барцал, Антон Иванович (1847—1927), оперный певец (тенор), режиссёр.
- Гельцер, Василий Фёдорович (1841—1909), артист балета.
- Дейша-Сионицкая, Мария Адриановна (1859—1932), оперная и камерная певица (драматическое-сопрано).
- Медведев, Пётр Михайлович (1837—1906), театральный актёр, режиссёр, антрепренёр.
- Музиль, Николай Игнатьевич (1839—1906), актёр театра.

## 1904
- Кшесинская, Матильда Феликсовна (1872—1971), балерина, педагог.

## 1905
- Мичурина-Самойлова, Вера Аркадьевна (1866—1948), актриса театра.
- Палечек, Осип Осипович (1842—1915), оперный певец (бас-кантанте).
- Стрельская, Варвара Васильевна (1838—1915), актриса театра.

## 1906
- Ленский, Александр Павлович (1847—1908), театральный актёр и режиссёр.

## 1907
- Власов, Степан Григорьевич (1854—1919), оперный певец (бас).
- Кондратьев, Алексей Михайлович (1846—1913), режиссёр.

## 1909
- Васильева, Надежда Сергеевна (1852—1920), актриса театра, режиссёр.
- Донской, Лаврентий Дмитриевич (1857—1917), оперный певец (тенор).
- Дриго, Ричард Евгеньевич (1846—1930), дирижёр.
- Преображенская, Ольга Иосифовна (1870—1962), балерина, педагог.
- Садовский, Михаил Провович (1847—1910), актёр театра.
- Южин, Александр Иванович (1857—1927), актёр, драматург, театральный деятель.

## 1910
- Собинов, Леонид Витальевич (1872—1934), оперный певец (лирический тенор).

## 1911
- Аполлонский, Роман Борисович (1864—1928), актёр театра.
- Крушевский, Эдуард Андреевич (1851—1916), капельмейстер.
- Правдин, Осип Андреевич (1849—1921), актёр театра, педагог.
- Садовская, Ольга Осиповна (1849—1919), актриса театра.
- Тартаков, Иоаким Викторович (1860—1923), оперный певец (баритон)[2].

## 1912
- Збруева, Евгения Ивановна (1867—1936), оперная певица (контральто).
- Лешковская, Елена Константиновна (1864—1925), актриса.
- Нежданова, Антонина Васильевна (1873—1950), оперная певица.
- Рыбаков, Константин Николаевич (1856—1916), драматический актёр.
- Серебряков, Константин Терентьевич (1852—1919), оперный певец (бас).

## 1914
- Легат, Николай Густавович (1869—1937), артист балета, балетмейстер.

## 1915
- Горский, Александр Алексеевич (1871—1924), артист балета, балетмейстер.
- Ершов, Иван Васильевич (1867—1943), оперный певец (драматический тенор).
- Озаровский, Юрий Эрастович (1869—1924), актёр.

## 1916
- Потоцкая, Мария Александровна (1861—1938), актриса театра.
- Ходотов, Николай Николаевич (1878—1932), актёр

## 1917
- Помазанский, Иван Александрович (1848—1918), музыкант-арфист.
- Юрьев, Юрий Михайлович (1872—1948), драматический актёр.

## Год присвоения звания не установлен
- Гильдебрандт-Арбенин, Николай Фёдорович (1863—1906), актёр.
- Матчинский, Иван Васильевич (1847—?), оперный певец (бас).